# Пороговая логика
Пороговая логика — это раздел математической логики, занимающийся исследованием пороговых элементов с помощью устройств, функционирующих как устройства с несколькими двоичными входами и одним двоичным выходом. Такие устройства используются в системе переработки информации и называются пороговыми элементами.

## Основные положения
По описанию М.Л. Дертоузоса, автора монографии «Пороговая логика», каждому входу сопоставляется вещественное число, называемое весом. Сигнал на выходе устройства равен константе, которую обозначают логическим значение 0, до тех пор, пока взвешанная сумма входных сигналов не станет равной или не превысит вещественное число, называемое порогом; в этом случае  выходной сигнал становится равным другой константе, обозначаемый логическим значением 1. Пороговый элемент математически  определяется следующим соотношением:
G ≡ 1, если ∑ wi yi ≥ T , (k, i = 1);
G ≡ 0, если ∑ wi yi < T , (k, i = 1),
где G — двоичный сигнал на выходе устройства  который равен 1- единице или 0 – нулю, yi — двоичный сигнал на  i-ом входе устройства, равный 1 или 0. wi — вес i-го входа, представляющее конечное  вещественное число (i=1, …, k); k — общее число входов, равное количеству признаков, используемому для прогнозирования; T — порог, конечное вещественное число.
Пороговая логика изучает указанные выше соотношения. В реальной действительности естественными типами пороговых элементов являются нейроны центральной нервной системы, которые используются для передачи нейрологических данных. Искусственным пороговым элементом является, например, магнитный сердечник с прямоугольной петлёй гистерезиса имеющий k – обмоток и ещё одну дополнительную обмотку.

## История
Развитие и разработка пороговой логики начались в середине XX века. Начало положили американский нейрофизиолог У.Мак-Каллок и американский нейролингвист, логик У.Питтс, опубликовавшие в 1943 году работу «Логическое исчисление идей, относящихся к нервной активности». В ней они  изложили  формальную модель устройства, которую позже стали называть  пороговым элементом. В России исследованиями в области пороговой логики занимались И. Логинов, Е. Бутаков,  А. Закревский, В. Рогинский, Л. Розенблюм, В. Варшавский и др.